# 三井福次郎
三井 福次郎（みつい ふくじろう、1948年 - ）は、日本の実業家、三福工業株式会社元代表取締役会長、ビジネスクリエーター研究学会理事長。

## 人物
1948年、栃木県佐野市生まれ。立教大学法学部を卒業後に三福工業に入社。1979年、30歳のときに同社の5代目代表取締役社長となる。2014年に長男の福太郎に事業承継し、代表取締役会長となる。金融機関への引継ぎのため5年間代表権を持って職務を行い、2019年3月に代表権を降りた。
三福工業は2020年で創業から152年を迎えた、ゴムや樹脂などを合わせた複合素材（コンパウンド）のリーディングカンパニーであるが、当初は米穀商から始まり、味噌・醤油、運動靴、土木資材と時代に合わせて事業内容を変化させてきた。現在では、自動車などに使われる耐熱精密部品や電線被膜部品、ゴミ袋やレジ袋などの完成品の材料となる中間素材を製造し、素材と素材の組み合わせによる複合材の研究開発を進める。同社のフッ素樹脂コンパウンドは、医療用機器などに使われるなど、付加価値の高い素材の製造を行い、ニッチ市場でのシェアトップを狙うニッチ戦略により成長を続ける。もう1つの柱となっている発泡体事業では、2013年時点でフローリングの裏打ち材分野で国内トップのシェア9割を誇り、道路のコンクリートとコンクリートのつなぎ目に使われる材料でも国内シェア7割を占める。
また、1998年のインドへの進出を皮切りに、タイ、韓国にも合弁会社を設立するなど、海外展開を図り、現地でゴムや発泡体を製造販売している。特に、インドでは、安価な経費で付加価値の高い特殊ゴムを製造し、インド国内で販売するだけでなく、中東アジアやアフリカにまで輸出を行っている。
三井は、58歳で立教大学大学院ビジネスデザイン研究科に通い、2000年にMBAを取得するなど勉強熱心で、2019年には、同大学院の博士課程後期課程で学び、多様性国家における会社経営を研究し、学会において、これまでの経営者としての海外事業経験を活かしたインドにおける会社経営事例などの報告を行った。